# WebSphere
WebSphereとは、IBMの独自ソフトウェア製品群のブランド名。「Webアプリケーション・サーバーに代表される「アプリケーション基盤と統合」」を提供するとされている。
ただし、WebSphere Application Server (WAS) という最も有名な製品を指す略語として使われることも多い。WebSphere はミドルウェアソフトウェア製品群であり、ウェブ技術を使った複数プラットフォームでのeビジネスの構築/運用/統合を行うものである。WAS のようなランタイム製品と WAS上で動作するアプリケーションを作成するための開発ツール製品から構成される。

## 概要
中核は、Java (J2EE) アプリケーション・サーバーであるWASと、周辺のサーバー群（Commerce、Portal、ESBなど）。
MQは、本来はWebとは無縁の基幹系メッセージキューイング製品で、システム内部のデザインはDB2に近いが、システム統合、サーバー間連携などの要ともなるため、WebSphereブランドに移動したと考えられる。
DataStageは、IBMが買収したAscentialのETLツールで、これも本来はデータ管理（DB2など）に関連が深い製品と考えられるが、こちらも「業務プロセスの統合ツール」としてWebSphereブランドとなったと考えられる。

## WebSphere ランタイム製品（一部）
- IBM WebSphere Application Server (WAS): アプリケーションサーバ
- IBM WebSphere Commerce: 電子商取引
- IBM WebSphere Portal: ポータルサイト
- IBM WebSphere ESB: エンタープライズ・サービス・バス
- IBM WebSphere Message Broker: アプリケーション統合
- IBM WebSphere MQ: メッセージング
- IBM WebSphere Process Server (WPS): ビジネスプロセスサーバ
- IBM WebSphere Information Integrator: 情報統合
- IBM WebSphere DataStage: ETLツール、旧称 Ascential DataStage → IBM WebSphere DataStage → IBM InfoSphere DataStage（英語版）として現在はIBM InfoSphereブランドへ。

## WebSphere 開発ツール（一部）
- IBM WebSphere Studio Site Developer(WSSD)/Application Developer(WSAD) : Eclipseベースの統合開発環境、IBM Rational Application Developer for WebSphere Software（英語版） (RAD)として現在はRationalブランドへ。[1]
- IBM WebSphere Integration Developer : サービス指向アーキテクチャ向け開発ツール